# Лидер (Линебургер Хајде)
Лидер (њем. Lüder) општина је у њемачкој савезној држави Доња Саксонија. Једно је од 29 општинских средишта округа Илцен. Према процјени из 2010. у општини је живјело 1.290 становника. Посједује регионалну шифру (AGS) 3360013.

## Географски и демографски подаци
Лидер се налази у савезној држави Доња Саксонија у округу Илцен. Општина се налази на надморској висини од 69 метара. Површина општине износи 55,3 km². У самом мјесту је, према процјени из 2010. године, живјело 1.290 становника. Просјечна густина становништва износи 23 становника/km².